# Lycosa salifodina
Lycosa salifodina är en spindelart som beskrevs av McKay 1976. Lycosa salifodina ingår i släktet Lycosa och familjen vargspindlar.
Artens utbredningsområde är Western Australia. Inga underarter finns listade i Catalogue of Life.